# Резе (Нідерланди)
Резе (нід. Rheeze) — село в нідерландській провінції Оверейсел. Входить до муніципалітету Гарденберг.
Його площа становить 6,58 км², а населення станом на 2021 рік складало 285 осіб.